# Conrad Burns
Conrad Ray Burns, född 25 januari 1935 i Gallatin, Missouri, död 28 april 2016 i Billings, Montana, var en amerikansk republikansk politiker som var ledamot av USA:s senat 1989–2007, där han representerade delstaten Montana.
Han utexaminerades från gymnasiet Gallatin High School 1952 och inledde sina studier vid University of Missouri-Columbia. Två år senare avbröt han studierna och tog värvning i Förenta Staternas marinkår, United States Marine Corps. Han tjänstgjorde i Japan och Sydkorea.
Efter tiden i marinkåren arbetade han för Trans World Airlines och Ozark Airlines. 1967 gifte han sig med Phyllis Jean Kuhlmann; tillsammans fick de barnen Keely och Garrett.
I 1988 års kongressval besegrade Burns den sittande senatorn John Melcher. Burns omvaldes två gånger, 1994 och 2000, trots att han i samband med den första kampanjen hade lovat att sitta bara två mandatperioder i senaten. 2006 lyckades han inte vinna en fjärde mandatperiod utan förlorade mot demokraten Jon Tester.
Burns var lutheran.